# Lambeth Bluff
Das Lambeth Bluff ist ein felsiges, küstennahes Kliff auf der Südseite der Insel Heard im südlichen Indischen Ozean. Es ragt östlich des Fiftyone-Gletschers auf.
Vermessen wurde das Kliff 1948 von Teilnehmern der Australian National Antarctic Research Expeditions. Diese benannten es Kap Lambeth nach dem Geologen Arthur James Lambeth (1917–1970), einem Teilnehmer an dieser Forschungsreise. 1964 wurde die Benennung an die eigentliche Natur des Objekts angepasst.